# Cryptomycocolax
Cryptomycocolax är ett släkte av svampar. Cryptomycocolax ingår i familjen Cryptomycocolacaceae, ordningen Cryptomycocolacales, klassen Cryptomycocolacomycetes, divisionen basidiesvampar och riket svampar.
|                 | Colacosiphon                               |
|                 |                                            |
| Cryptomycocolax | \| \| Cryptomycocolax abnormis \| \| \| \| |
|                 | \| \| Cryptomycocolax abnormis \| \| \| \| |
|                 | Cryptomycocolax abnormis                   |
|                 |                                            |

|  | Cryptomycocolax abnormis |
|  |                          |